# Come Taste the Band
Come Taste the Band es el décimo álbum de estudio de la banda británica de hard rock Deep Purple, publicado en octubre de 1975. Es el único álbum de la banda con el guitarrista Tommy Bolin, que había reemplazado a Ritchie Blackmore, quien se separó de la banda a finales de 1974. Se  terminarían disolviendo en julio de 1976 y a fines de ese mismo año Bolin murió de una sobredosis de heroína.
Este disco es más comercial que los trabajos anteriores del grupo debido a la influencia de Glenn Hughes al formar una alianza con Bolin que se tradujo en canciones más orientadas hacia el mercado mayoritario. El disco alcanzó el 19.º lugar en el Reino Unido y el 43.º en los EE. UU.. Después de la gira de este álbum la banda decidió separarse en julio de 1976 y sólo logró reunificarse en abril de 1984.
Del mismo modo que Stormbringer, Come Taste the Band estuvo fuera de catálogo durante más de veinte años en los EE. UU., pero fue relanzado el 31 de julio de 2007 en este país junto con Made in Europe y Stormbringer.

## Lista de canciones
1. "Comin' Home" (David Coverdale, Tommy Bolin, Ian Paice) – 3:55
2. "Lady Luck" (Coverdale, Roger Cook) – 2:48
3. "Gettin' Tighter" (Bolin, Glenn Hughes) – 3:37
4. "Dealer" (Coverdale, Bolin) – 3:50
5. "I Need Love" (Coverdale, Bolin) – 4:23
6. "Drifter" (Coverdale, Bolin) – 4:02
7. "Love Child" (Coverdale, Bolin) – 3:08
8. a) "This Time Around"
b) "Owed to 'G'" (instrumental) (Bolin, Hughes, Jon Lord) – 6:10
9. "You Keep On Moving" (Coverdale, Hughes) – 5:19

## Músicos
- David Coverdale - voz
- Tommy Bolin - guitarra, voz en "Dealer", bajo
- Glenn Hughes - bajo, voz
- Jon Lord - órgano, piano, sintetizador
- Ian Paice - batería, percusión

- Datos: Q745834